# S/y Dana
s/y Dana – jacht typu 6mR (Klasa 6 metrów), zbudowany w 1927 roku w stoczni Morgan Giles Limited w Wielkiej Brytanii. Należy do Fundacji Klasyczne Jachty.

## Historia
Danę zaprojektował brytyjski konstruktor i budowniczy jachtów Francis Morgan Giles (1883-1964). W swojej stoczni w Teignmouth budował drewniane łodzie od wiosłowych, aż po jachty i duże motorowce. Na jego desce kreślarskiej powstało wiele projektów znanych jachtów klasy International Rule, między innymi jachty klasy 6 metrów Quixie, Golden Hind czy Sonia, a także 8 metrów Hispania VI, Emily II oraz Siris.
Pierwszy właścicielem Dany był Valdemar Graae (1871-1938), brytyjski przedsiębiorca duńskiego pochodzenia z branży spożywczej. Był kolekcjonerem pięknych jachtów, prócz Dany posiadał kecz Cynara, zbudowany w 1927 r. w stoczni Camper & Nicholson w Gosport, a także statek motorowy Anna Marie, zbudowany w 1930 w stoczni John I. Thornycroft & Company w Woolston. Po Danie miał Danę II, też szóstkę, zbudowaną Fife & Son w Fairlie w 1929 roku.
Zaraz po zbudowaniu Dana została wysłana do Kopenhagi, gdzie w pierwszym miesiącu wygrała trzy pierwsze, jedno drugie i jedno trzecie miejsce z dziesięciu wyścigów Międzynarodowych Dwóch Tygodni. W sierpniu 1927 roku została wynajęta przez swojego budowniczego, zmieniła nazwę na English Rose i na pokładzie RMS Berengaria odbyła podróż do Stanów Zjednoczonych, aby reprezentować Wielką Brytanię i Royal Victoria Yacht Club w prestiżowym Scandinavian Gold Cup. Prowadzona przez Francisa Morgana Gilesa i jego żonę była trzecia na mecie, za jachtami z Norwegii i Szwecji, które niosły pierwsze na świecie genuy. Trzy razy startowała w Scandinavian Gold Cup w barwach Thames Yacht Club, ścigała się na wodach Solentu, a na Morzu Śródziemnym spędziła dwa sezony.
W 1929 r. w regatach Régates Internationales de Cannes Danę prowadził król Danii Chrystian X. Podczas regat, przy silnym wietrze, król w czasie 6 wyścigów zdobył dwa pierwsze i jedno drugie miejsce na 10 jachtów. Dana malowa była w narodowe duńskie barwy czerwień i biel, a dzięki swojej szybkości zdobyła przydomek „Red Devil” – „Czerwony Diabeł”. Aby upamiętnić starty i zdobyte pierwsze miejsca króla na Danie impreza od 1929 roku zmieniła nazwę na „Le Regates Royales” – „Regaty Królewskie” i pod tą nazwą odbywa się do dziś.
Od Valdemara Graae jacht kupił w 1933 Christian Enevold Hansen, członek honorowy i prezes Królewskiego Jachtklubu Danii (KDY) z Aarhus, inżynier i projektant jachtowy. Posiadał 6 szóstek, Dana była jego ostatnią łodzią tej klasy. Opisywał ją jako szybką, wszechstronną i budząca postrach. Jego syn Erik uczył się na Danie żeglarstwa regatowego, zdobywał później wielokrotnie medale olimpijskie w klasie Star. Eric odziedziczył Danę po śmierci ojca w 1956 roku. 
W latach 70 Dana przebudowana została na jacht kabinowy, a następnie została przekazana do Duńskiego Muzeum Żeglarstwa, skąd w 2006 roku trafiła do Polski.
W 2024 roku wnuk budowniczego Dany podarował jacht Fundacji Klasyczne Jachty, która prowadzi kapitalny remont łódki.